# Christian Behrens

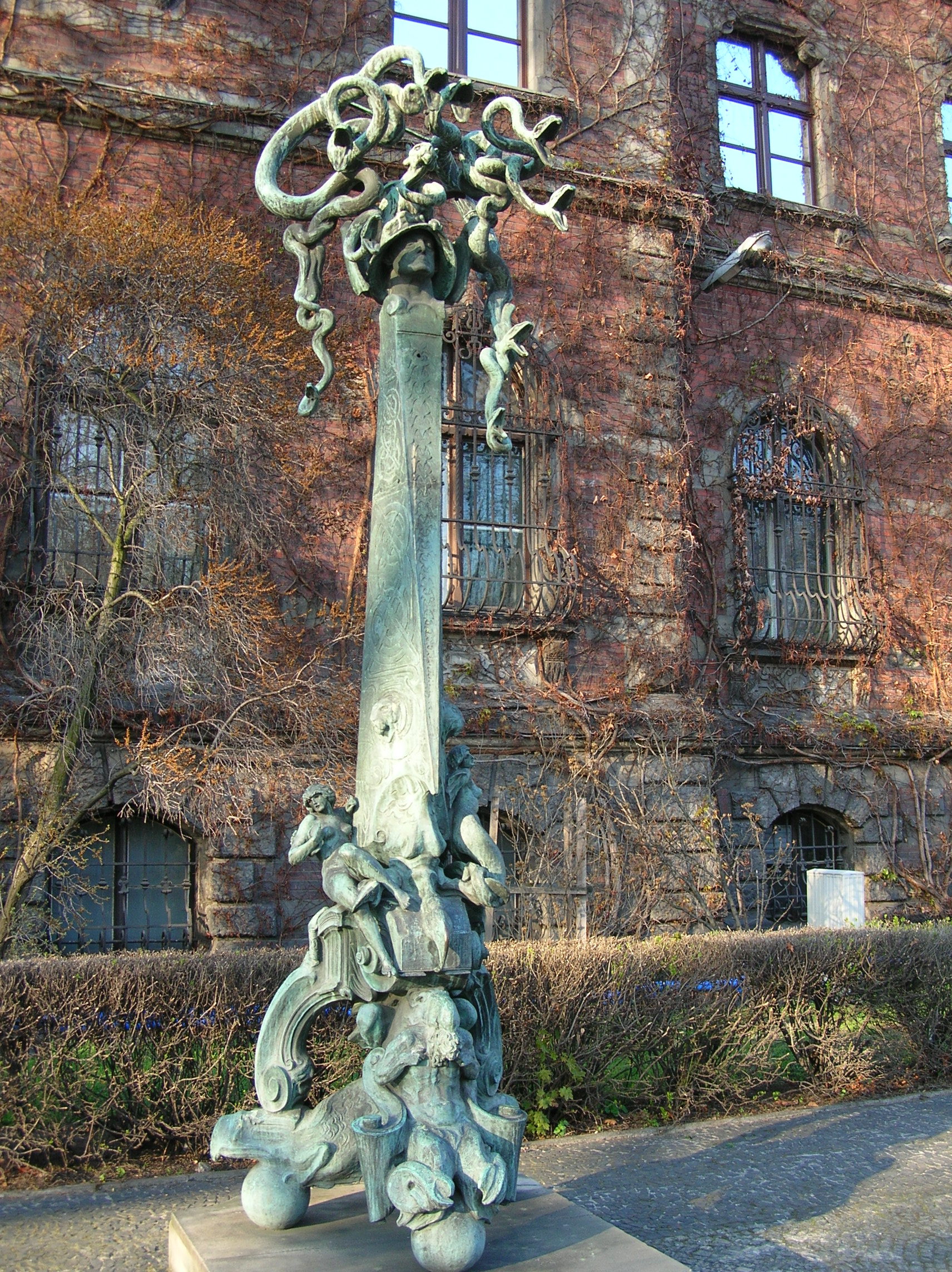
Rzeźba Alegoria rybołówstwa Christiana Behrensa z 1883 przed Muzeum Narodowym we Wrocławiu

Christian Behrens (ur. 12 maja 1852 w Gocie, zm. 14 września 1905 we Wrocławiu) – niemiecki rzeźbiarz. 

## Życiorys
W latach 1870–1877 studiował rzeźbiarstwo w Dreźnie i Wiedniu. Po studiach od 1881 pracował głównie w Dreźnie, sporadycznie w Berlinie, a w 1886 przeprowadził się do Wrocławia, gdzie wykonał szereg rzeźb na budynkach. 
Do jego głównych dzieł tego okresu należy sześć (z dziesięciu) rzeźb w południowej elewacji ratusza oraz grupa nad wejściem do Piwnicy Świdnickiej w tymże ratuszu (1890–1891), neobarokowe figury Atlantów i cały portal w budynku Sejmu Śląskiego (dziś budynek Naczelnej Organizacji Technicznej na ul. Piłsudskiego 74) z 1892, figury alegoryczne głównej siedziby poczty wrocławskiej (niezachowane) z 1885–1886, wielki pomnik cesarza Wilhelma I na koniu wraz z grupą rzeźb towarzyszących z 1896 (przy ul. Świdnickiej, zburzony w październiku 1945, dziś na jego miejscu stoi pomnik króla Bolesława Chrobrego). Oprócz tego w 1904 wykonał dla Gdańska pomnik poświęcony żołnierzom Prus poległym w wojnach z Danią 1864, Austrią 1866, i Francją 1870 (nieistniejący). Wykonał też liczne rzeźby wolno stojące z brązu, w tym Pocałunek Sfinksa z 1880 i Obelisk (przed 1899) (obie w Muzeum Narodowym we Wrocławiu).